# Александар Тамерт
Александар Тамерт (ест. Aleksander Tammert) је естонски атлетичар чија је специјалност бацање диска. Члан је Атлетског клуба Audentese из Талина.

## Атлетска каријера
Александар Тамерт је пет пута учествовао на Олимпијским играма од 1996. у Атланти до 2012. у Лондону. Највећи успех постигао је на Олимпијским играма 2004. у Атини., када је био четврти, али после дисквалификације освајача златне медаље Роберта Фазекаша, Тамерт је добио бронзану медаљу. Месец дана касније био је трећи на Светском атлетском финалу у Монте Карлу.
У 2005. години Тамерт се пласирао на четврто место на Светском првенству као и на Светском атлетском Финалу. Његов земљак Герд Кантер је освојио друга места на ова два такмичења.
Следеће године је трећи на Европском првенству и Светском атлетском финалу. Кантер је поново освојио друга места на оба такмичења.
Лични рекорд од 70,82 метра је поставио 15. априла 2006. у Дентону, Тексас.

## Лична подаци
Александар Тамерт је ожењен слованачком бацачицом копља Елизабетом Ранђеловић, са којом има две ћерке.
Његов отац, Александар Тамерт Старији (28. април 1947 — 27. октобар 2006) је био некадашњи бацач кугле и атлетски тренер. Био је јуниорски првак Европе 1966.

## Значајнији резултати
| Год.  | Такмичење                     | Место                     | Пласман | Резултат |
| ----- | ----------------------------- | ------------------------- | ------- | -------- |
| 1995. | Светско првенство             | Гетеборг, Шведска         | 23      | 58,64    |
| 1995. | Универзијада                  | Фукуока, Јапан            | 8       | 58,14    |
| 1996. | Олимпијске игре               | Атланта, САД              | 25      | 59,04    |
| 1997. | Светско првенство             | Атина, Грчка              | 12      | 59,44    |
| 1997. | Универзијада                  | Сицилија, Италија         | 5       | 61,84    |
| 1998. | Европско првенство            | Будимпешта, Мађарска      | 20      | 57,62    |
| 1999. | Светско првенство             | Севиља, Шпанија           | 10      | 62,29    |
| 1999. | Универзијада                  | Палма де Мајорка, Шпанија | 4       | 61,95    |
| 2000. | Олимпијске игре               | Сиднеј, Аустралија        | 9       | 63,25    |
| 2001. | Светско првенство             | Едмонтон, Канада          | 16      | 61,04    |
| 2001. | Универзијада                  | Пекинг, Кина              | 1       | 65,19    |
| 2001. | ИААФ Гран при финале          | Мелбурн, Аустралија       | 2       | 63,87    |
| 2002. | Европско првенство            | Минхен, Немачка           | 5       | 64,55    |
| 2003  | Светско првенство             | Париз, Француска          | 7       | 64,50    |
| 2003  | Светско атлетско финале 2003. | Монте Карло, Монако       | 6       | 64,02    |
| 2004. | Олимпијске игре               | Атина, Грчка              | 3       | 66,66    |
| 2004. | Светско атлетско финале 2004. | Монте Карло, Монако       | 3       | 63,69    |
| 2005  | Светско првенство             | Хелсинки, Финска          | 4       | 64,84    |
| 2005  | Светско атлетско финале 2005. | Монте Карло, Монако       | 4       | 65,22    |
| 2006  | Европско првенство            | Гетеборг, Шведска         | 3       | 66,14    |
| 2006  | Светско атлетско финале 2006. | Штутгарт, Немачка         | 3       | 64,94    |
| 2007  | Светско првенство             | Осака, Јапан              | 8       | 64,33    |
| 2008  | Олимпијске игре               | Пекинг, Кина              | 12      | 61,32    |
| 2010  | Европско првенство            | Барселона, Шпанија        | 18      | 60,07    |
| 2012  | Олимпијске игре               | Лондон, УК                | 27      | 60,20    |